# Lluís Vilà Vendrell
Lluís Vilà Vendrell (Bañolas, 15 de junio de 1952 - 30 de marzo de 2010) fue un artista catalán con una amplia trayectoria en pintura, escultura y diseño. Destaca su trabajo dentro de la corriente conceptual del Eat Art y el arte fungible. 

## Biografía
Inicia la actividad artística a principios de los años 70 participando en la Muestra Colectiva del Grupo Tint-1, en el palco del Tint de Bañolas. Desde sus inicios hasta mediados de los años 80 trabaja en el campo de la investigación y la instalación dentro de las corrientes conceptuales del "eat art" y el arte fungible. Realiza trabajos como Los zapatos comestibles (1979), participa en Arte 14'83 CIAC en Basilea, Entre pa enlluït  (1984) en la Fundación Miró de Barcelona, Fagocotosi (1985) en la Sala Montcada de la Fundación La Caixa de Barcelona y Cambio de Piel (1985) en los festivales de Navarra.
Poco a poco irá dejando las referencias directas a los elementos comestibles para referirse a ella indirectamente desde nuevos materiales como el hierro y la pintura sobre papel. En esta nueva etapa se interesa por la envoltura de la comida en conserva, es decir, las latas, y trabaja esculturas en hierro sin volumen, que presenta en la Sala Vinçon de Barcelona (1990) y en la Sala Tránsito de Madrid (1991).
Se presenta en diversas ferias internacionales, participa en el pabellón de España para la Expo de Sevilla (1992). Realiza Clástics, intervención en la remodelación del volcán Croscat en Olot, premio FAD (1994), y expone Capitales del Diseño en el Centro Pompidou de París, y en la exposición El moble català desde el segle XV, en el Palacio Robert.
Una constante en su obra es la utilización de materiales fungibles y su crítica dirigida a la sociedad de consumo, que da por terminada con la exposición Alef (1996), trabajo caracterizado en el hecho de utilizar como pintura su propia sangre, en la galería Alter Ego de Barcelona. A partir de este momento integra el lenguaje pictórico y escultórico en una sola cosa, creando la serie Navegants 1995-1997, la serie Contraris (1995) que continúa con Logos (2001). Uno de los trabajos más recientes es Nautes (2006), una obra que se acerca cada vez más al arte conceptual, donde el artista reflexiona con un tono irónico, paradójico y crítico, realizando esculturas y pinturas de cuerpo infantil renunciando a la su iconografía de cuerpo habitual, cuerpos que quieren enmendar el error primordial del que nos habla Antonin Artaud.

## Obra creativa
El arte de Lluís Vilà es un arte que pasa por el estómago. Las referencias a la comida, como paradigma del consumo, lo llevan a tener una posición crítica del mundo que le rodea. Formó parte de un colectivo multidisciplinario integrado por escultores, diseñadores, arquitectos e intelectuales, llamado Grupo Tint-2. Mediante un discurso de raíz anticapitalista, el grupo focalizó su interés en cuestionar los gustos y las conductas de las clases dominantes y las políticas culturales oficiales. El arte de este artista tan atípico, ha sido relacionado con el llamado "eat art", que en otros tiempos practicaron artistas como Antoni Miralda o Daniel Spoerri. A diferencia de ellos, el rito nutricional es de orden mental; no es un placer, sino un sufrimiento inevitable.
Poco a poco, Lluís Vilà ha ido evolucionando hacia esculturas mixtas hechas en hierro y elementos comestibles, plastificadas en resina de poliéster transparente. Poco más tarde aparecen las latas de conserva gigantescas, hechas a medida de una persona de pie y que inician el verdadero camino hacia la denuncia consumista. Un mundo enlatado que dará paso a diferentes instalaciones respecto. Las esculturas laminares son como finísimas rebanadas de pan, cinceladas por diferentes signos, figuras y escritura que pese a ser constituidas de un material duro como el acero oxidado, su imagen final es blanda como si fuera materia orgánica. Terminando con la serie Atman, esculturas laminares de acero de mayor espesor, en un nuevo intento de buscar este hombre nuevo dentro de nuestra conciencia tal como nos propone el escritor y pensador estadounidense Ken Wilber.
Lluís Vilà hace un viaje a los rincones más insondables del cuerpo humano y el resultado es un trabajo donde se funden trascendencia y trivialidad, el mundo sublime de lo banal, el placer y el asco, la comida artesana y la comida rápida.
A partir de 2007 trabaja con la serie "Absolut", trabajo pictórico. En palabras de un crítico de arte,
«El suyo es un "absoluto" que no apela a la tediosa y omnipresente mística de manual ni, de hecho, el pesado concepto acuñado sobre roca dura para Hegel: es un" absoluto "que aparece después de deconstruir su propia obra , ..., Lluís Vilà fiel a su dejo irónico, utiliza la imagen de Pollock pero invirtiéndose la: si él hacía dripping, el artista de Bañolas hace "undripping" »
— Eudald Camps

## Exposiciones
- 1971 Galería La Gàbia, Gerona
- 1972 Muestra colectiva del grupo Tint-1 en la llotja del Tint, Bañolas
- 1975 Galería La Gàbia, Gerona
  - Participa en la muestra “Artistas Contemporáneos de Gerona”, en el museo de San Telmo, San Sebastián
- 1978 Primeros trabajos con elementos comestibles con La dolça rebosteria i carn
- 1982 Les sabates comestibles en el Metropol, Barcelona
- 1983 Galería TAU, Gerona
  - Participa en ART 14’83, CIAC en Basilea, Suiza
  - Blauhaus Sala fundación La Caixa, Barcelona
  - La cadira, formulas visuales Galería Subes, Barcelona
  - COL-AGE” ART’33, Casa de Cultura, Gerona
- 1984- Entre pà enlluït Espai 10 ([Fundación Joan Miró]]) Entre Pa Enlluït
  - La Penyora, Gerona; Galería de arte, Bañolas
  - Arburguesa, La Casona, Fontcoberta
  - Ritus Nutrici Galería Canaleta, Figueras
- 1985 Centro Cultural Palau Solterra, Torroella de Montgrí
  - Fagocitosi, Sala de la Fundación La Caixa, Barcelona
  - Participa en Opcions, Museo Morera, Lérida y en la Papiroplàstica, Galería Matisse, Barcelona
  - Canvi de Pell, Festivales de Navarra, Pamplona
  - Instal·lacions UNPT, stand Punt Diari, Feria de Gerona
  - Masia, Escuela de Arquitectura, Barcelona
- 1986 En Concert, Casa de Cultura, Salt
  - Participa en las exposicions Out of Barcelona, muestra itinerante por Cataluña, Muestra de Arte Contemporáneo Catalán, Real Monasterio de Sant Cugat, Muestra de Arte de la Diputación de Gerona, Cataluña Centro de Arte, colegio de Arquitectos, Gerona, Art-Avantguarda, Séller d'Art, Blanes
  - Giròtica 86, muestra itinerante, Gerona, Art-Expo Galería Expoart, Montreal, Canadá
  - Realiza las instalaciones T'ransformacions, Sala Transformadors, Barcelona y Recorreguts, Catalunya Centre d’Art, colegio de Arquitectos Gerona
- 1987 Museu de Arte de Sabadell
  - Participa en la exposición Moda i Anti-moda, Espais, Gerona
  - Le Sud Attaque, Festival de Arte Actual, Sète, Francia
  - Escultures, Ribots a part, Centro de Arte Alexandre Cirici, Hospitalet de Llobregat
  - Escultura múltiple Banyoles al costat de Barcelona para la candidatura como a subsede olímpica
- 1988 Artistes a la carta Can Ginabreda, Porqueras
  - Diseña para Colur diversas piezas de mobiliario
- 1989 Exposiciones en la Galería Matisse, Barcelona; Can Ginabreda, Porqueres; exposición del Fons d'Art Xarxa Cultural, Centro Margarita Nelkon, Madrid; Petit Format, Galería Expoart, Gerona
  - Participa en la Bienal de Canes, Francia
- 1990 Expone en la Galería Artual, Barcelona; Galería Expoart, Gerona; Sala Vinçon, Barcelona; salas municipales Fidel Aguilar, Gerona
  - Participa en Art-Jonction, Galería Espoart, Niza, Francia
  - Jocs d'Artista Galería Matisse, Barcelona y a El vostre gust Galería Espais, Gerona
- 1991 Sala Tránsito, Madrid
  - Participa en las exposiciones Vint-i-sis en el Museo de Historia de Gerona y en Menú Galería Matisse, Barcelona
- 1992 Exposiciones en Galería Artual, Barcelona y Sala Tretze, Bañolas
  - Seibu [Tokio, Japón y Club XX, Bañolas
  - Participa en l'exposició Mediterranean Art in Maniatan, Tribeca Gallery, Nueva York, Estados Unidos de América
  - España hoy, conjunto escultórico realizado en colaboración con el diseñador Pere Celma para el pabellón de España en la Expo de Sevilla
- 1993 Exposiciones en Espais, Centro de Arte Contemporáneo, Gerona; Galería Safia, Barcelona; Galería Palafrugell Art, Gerona; Can Pau, Ibiza; Galería Àngela Rodeja, Barcelona
  - Participa en la Bienal Pro-lucha contra el sida en el Palacio Robert de Barcelona; en la exposición de la colección Testimoni, a la Sala Sant Jaume de la Fundació "la Caixa a Barcelona
  - Realiza las instalaciones Natura Morta, Espais, Gerona y Vesteix-te de verd a la Fira Comercial de Gerona
- 1994 Exposiciones a la Galería Sant Lluc, Olot; Hospital Josep Trueta, Gerona
  - Crea la imagen de las tiendas Camper para la colección de verano
  - Participa en les exposicions Sabates usades, Tallers d'artista, a la Fundació Miró de alma de Mallorca; 5 anys d'Art Contemporani, museu d'Art de Gerona; Pre-textos, Galerías Lluch-Fluxà, Palma de Mallorca e Intra-muros Galería Medi-Art, París; Colección de Arte del Avui, Centro de cultura Contemporánea, Barcelona; 10 anys d'Art, Galería Expoart, Gerona
- 1995 Galería Castellví, Barcelona; Caja Rural, Huesca
  - Puertas Abiertas, Club Natació Banyoles
  - Participa en las exposiciones Cokteil Casa de Cultura, Gerona; Charity Art Exibition Matzusakaza, Art Gallery, Osaka, Japón; Artstraccion, Galería Alter Ego, Barcelona
  - Realiza el conjunto escultórico Clàstics en las obras de remodelación del Volcán Croscat, Olot – Premio FAD
- 1996 Alef Galería Alter Ego, Barcelona
  - Realiza la escultura-trofeo para los premios MAN, Grupo Z, Madrid
- 1998 Galería Art-qui-tectura, Castillo de Aro
- 1999 EXPO-ART, Nova York; ART-EXPO, Barcelona; Centre Cultural El Monestir, Sant Feliu de Guíxols
- 2000 Galería Art-qui-tectura, Castillo de Aro; Galería Matisse, Barcelona
  - Participa en la exposición Art fi de segle Olot, Barcelona, Anvers, Bruselas, Berlín, Lisboa, Londres
  - Participa en la exposición Arte Contemporáneo Catalán, itinerante por Cataluña
- 2001 Participa en la exposición De l'1 al 10, galería Castellví, Barcelona
  - Galería Michel Dunev Projects, Torroella de Montgrí; Galería Omnium Ars, Playa de Aro; Fondo de art Lluís Vilà, Galería de Arte, Pals; ART-EXPO, Barcelona
- 2002]La Penyora, Gerona; Fondo de art eLluís Vilà, Bañolas; Colegio de Decoradores, Gerona
- 2003 Casino Castillo de Peralada
- 2004 Firatast, Palau de Fires de Gerona; Galería M.A. Bagué, Torroella de Montgrí
  - Participa en la exposición Art Comestible: Alimenta la mirada
  - Diseño de la medalla de la "Unión de Federaciones Deportivas de Cataluña"
  - Exposiciones A Dalí, mars, cels i deliris comestibles, Santuario de San Pedro del Bosque, Lloret de Mar; Arte y Gastronomía exposición itinerante Museo del Ampurdán
- 2005 Esculturas, Galería Ignacio de Lassaletta, Barcelona; participa en la exposición de pequeño formato de la galería Ignacio Lassaletta
- 2006 Nautes Fundación Vila Casas, Palau Solterra, Torroella de Montgrí
  - Participa en la exposición Inart, Gerona
  - Espai G d'Art, Tarrasa
- 2007 Galería Cort, Bañolas; Museo Enric Monjo, Vilasar de Mar
  - Nautes, barques i mirades Baños Árabes de Gerona; Galería Foe, Múnich, Alemania
- 2008 Les Bernardes de Salt
- 2009 Galería Cort, Bañolas[1]

## Obra en colecciones
- Fondo de Arte Xarxa Cultural, Barcelona
- Museo de Arte de Gerona, Diputación de Gerona
- Fundación Miró, Barcelona
- Fundación La Caixa, Barcelona
- Museo de Arte de Sabadell
- Fundación Vila Casas, Barcelona
- Fundación Ibercaja, Zaragoza
- Museo del Cine, Gerona
- Museo Goya, Fuentetodos, Zaragoza

## Premios
- 1985 Beca de Artes Plásticas Ciudad de Olot
- 1986 Beca de Artes Plásticas Generalidad de Cataluña
- 1995 Premio FAD

## Ediciones
- 1984 Monomer para el estudio Traç, Barcelona
- 1985 Sabates comestibles Cartel y colección de postales
- 1987 Història de l'evolució editorial El Pèl
- 1988 La millor manera d'arribar para Colur; Banyoles al costat de Barcelona, para el ayuntamiento de Bañolas

## Audiovisuales
- 1984 Arburguesa, realizado por Josep Compte (8 min.) y Ritus Nutrici, realizado por Galeria-35 (6 min.)
- 1985 Gra-Grafitti, realizado por Manuel Cursó y Anastasi Rinos con idea original de Pilar Parcerisas (6 min.) y Estoc realizado por Vid. COM (4 min.)
- 1986 Locomotius realizado por Galeria-35 (7 min.), Construccions dins un bloc realizado por Galeria-35 (14 min.) y Transformació realizado por Galeria-35, Josep Compte (5 min.)
- 1987 Punt de fuga realizado por TVE con guion de Claudi Puchades (27 min.)
- 1988 Març-Abril realizado por Lluís Nicolau, idea original de Montse Majech (8 min.)
- 1992 Lluís Vilà realizado por el programa Tres Catorze Setze del Canal 33